# Pilar Marcos Domínguez
Pilar Marcos Domínguez, née le 22 mai 1962 à Madrid, est une femme politique espagnole membre du Parti populaire (PP).
Elle devient députée de la circonscription de Madrid en septembre 2017.

## Biographie

### Vie privée
Mariée, elle est mère d'une fille.

### Formation
Pilar Marcos réalise ses études à l'université autonome de Madrid où elle obtient une licence en sciences économiques puis un master en journalisme. Elle est diplômée de l'Institut d'études supérieures de commerce.

### Activités politiques
Entre 2006 et 2012, elle travaille comme directrice des publications de la Fondation pour l'analyse et les études sociales (FAES), un organisme privé proche du Parti populaire et créé par l'ancien président du gouvernement José María Aznar.
En 2012, elle est nommée coordinatrice générale aux Études de la ville de Madrid alors dirigée par la conservatrice et conjointe d'Aznar Ana Botella.
Elle est candidate sur la liste du parti à l'occasion des élections générales de novembre 2011 dans la circonscription électorale de Madrid. Alors que le parti remporte dix-neuf des trente-six mandats en jeu, sa vingt-cinquième position ne lui permet pas d'accéder au Congrès des députés. Néanmoins, la démission de Santiago Cervera en décembre 2012 lui permet d'entrer au Palais des Cortes. Elle siège notamment à la commission de l'Éducation et des Sports et à la commission du suivi et de l'évaluation du Pacte de Tolède dont elle est première secrétaire entre avril 2014 et octobre 2015.
Elle est investie en seizième position pour les élections de décembre 2015 mais le score du parti, qui obtient seulement treize sièges, ne permet pas sa réélection. Elle occupe la même place sur la liste madrilène à l'occasion du scrutin anticipé de juin 2016. Bien que le parti augmente son résultat de deux mandats, elle reste aux portes du Congrès. Cependant, la démission de Carmen Álvarez-Arenas, le 18 septembre 2017, lui permet de siéger à nouveau sur les bancs de l'hémicycle dès le lendemain.